# Dmitri Kulikov
Dmitri Kulikov (* 23. September 1977) ist ein estnischer Fußballspieler.
Er spielte unter anderen für FC Lantana Tallinn, FC Levadia Tallinn und FC Kuressaare in Estland. Zur Saison 2008 wechselte er zum FK Jaunība Riga nach Lettland. Für die Nationalmannschaft Estlands absolvierte er bisher einen Einsatz (2003). Des Weiteren tritt er für die Auswahl der Insel Saaremaa bei den Island Games an.
| Personendaten    | Personendaten             |
| ---------------- | ------------------------- |
| NAME             | Kulikov, Dmitri           |
| KURZBESCHREIBUNG | estnischer Fußballspieler |
| GEBURTSDATUM     | 23. September 1977        |